# Satan (Band)
Satan ist eine englische New-Wave-of-British-Heavy-Metal-Band aus Newcastle upon Tyne, die im Jahr 1979 gegründet wurde, sich ca. 1993 auflöste, 2004 für einen Auftritt zusammenfand und seit 2011 wieder regelmäßig aktiv ist. Zwischenzeitlich nannte sie sich auch Pariah beziehungsweise Blind Fury.

## Geschichte
Die Band wurde im Jahr 1979 von den Gitarristen Russ Tippins und Steve Ramsey gegründet, denen sich Sänger Andrew Frepp, Bassist Steven Bee und Schlagzeuger Andy Reed anschlossen. Bei ihrem ersten Konzert spielte die Band vier Cover: Paranoid von Black Sabbath, Pinhead von Ramones, Motörhead von Motörhead und Doctor Doctor von UFO oder Holiday in Cambodia von Dead Kennedys. Als neuer Bassist kam 1981 Graeme English und später als neuer Sänger Paul Smith zur Band. Es folgten die ersten Live-Auftritte mit dem neuen Sänger Trevor Robinson. Dadurch erreichte die Gruppe verstärkt Aufmerksamkeit und kam mit dem Label Guardian Records and Tapes in Kontakt. Danach nahm die Band im November 1981 in einem Studio in Durham ihr erstes Demo auf, das vier Lieder umfasste. Zwei Lieder hiervon, The Executioner und Oppression, wurden für den Sampler Roxcalibur zur Verfügung gestellt. Die anderen beiden Lieder Kiss of Death und Heads Will Roll sind auf der Single Kiss of Death enthalten, die 1982 erschien. Daraufhin kam als neuer Schlagzeuger Ian McCormack zur Besetzung, der Read ablöste. Trevor Robinson wurde durch Lou Taylor ersetzt, ehe dieser durch Ian Swift ersetzt wurde. Daraufhin wurde das Demo Into the Fire aufgenommen. Sechs der sieben Lieder erschienen auf dem Debütalbum Court in the Act. Lediglich Pull the Trigger war nicht enthalten. Dieses Lied landete später auf dem gleichnamigen Blitzkrieg-Album. Durch das Demo erreichte die Band einen Vertrag bei Roadrunner Records, worüber auch das Album Court in the Act veröffentlicht werden sollte. Vor den Albumaufnahmen verließ Swift die Band wieder, sodass Brian Ross von Avenger und Blitzkrieg auf dem Album als Sänger zu hören war. Auch McCormack hatte die Band verlassen und wurde durch Sean Taylor ersetzt. Nach der Veröffentlichung verließ Ross die Band wieder in Richtung Blitzkrieg und wurde durch den zurückkehrenden Lou Taylor im Jahr 1984 ersetzt. Um nicht mit der Black-Metal-Szene assoziiert zu werden, diskutierte die Band im Sommer 1984 einen Namenswechsel und wenige Monate später war die Entscheidung für Blind Fury gefallen. Schließlich entstand das Album Out of Reach. Die Band gab in diesem Zusammenhang auch an, dass Court in the Act vom Kerrang! verrissen wurde und die nach eigenen Angaben noch jungen und unerfahrenen Musiker dachten, etwas falsch gemacht zu haben; darauf habe die Band sich in Blind Fury umbenannt und sei „quasi zur Backing-Band von Lou Taylor […] verkommen“. Danach musste Taylor die Band wieder verlassen und die Gruppe nahm wieder den Namen Satan an, da viele alte Fans die Namensänderung nicht akzeptieren wollten und ein Erfolg zunehmend ausblieb. Außerdem verlor die Gruppe ihren Vertrag bei Roadrunner Records. Als neuer Sänger kam Michael Jackson zur Band. 1986 veröffentlichte die Band das Demo Dirt Demo '86, wodurch sie einen Vertrag bei dem deutschen Label Steamhammer Records erreichte. Im Jahr 1987 folgte das nächste Album Suspended Sentence. Als Nächstes folgten diverse Konzerte, darunter auch zusammen mit Running Wild in Deutschland. Im Folgejahr nannte sich die Gruppe dann in Pariah um und veröffentlichte das Album The Kindred im Jahr 1988. Der Tonträger wurde von Roy Rowland produziert. Das nächste Album Blaze of Obscurity wurde von der Band selbst produziert und in den Horus Studios aufgenommen. Das Album erschien im Jahr 1989, stellte jedoch das Label nicht zufrieden, was die Kündigung bedeutete. Ramsey und English widmeten sich fortan vornehmlich dem neuen Projekt Skyclad, das sie zusammen mit Ex-Sabbat-Mitglied Martin Walkyier aufbauten und bei dem ihnen ein neuer Stil mit Violinen vorschwebte. Im Jahr 1993 wurde in den Link Studios sowie im eigenen Proberaum ein weiteres Album aufgenommen. Die Band bestand hierbei aus den Gitarristen Steve Ramsey und Russ Tippins, Bassist Graeme English, Schlagzeuger Ian McCormack und Sänger Alan Hunter. Da sich die Band noch vor der Veröffentlichung auflöste, blieb das Album bis 1998 unveröffentlicht.
Am 6. August 2004 gab die Band in der klassischen Besetzung des Albums Court in the Act auf dem Wacken Open Air ihr erstes Konzert seit 20 Jahren. Außerdem erschienen 2004 eine Wiederveröffentlichung des Blind-Fury-Albums Out of Reach sowie das Live-Album Live in the Act. Im Jahr 2011, sieben Jahre nach dem einmaligen Auftritt auf dem Wacken Open Air, fand die Band endgültig wieder zusammen und spielte wieder Konzerte und trat auf Festivals wie dem Keep It True auf. 2012 wurde ein neues Album angekündigt, das 2013 zum dreißigjährigen Jubiläum des Debüts über Listenable Records veröffentlicht wurde.
Das Live-Album Trail of Fire – Live in North America, mit dem die Band ihre erste Tour durch Nordamerika dokumentiert, erschien pünktlich zur zweiten US-Tour im Oktober 2014. Es handelt sich dabei um keinen durchgängigen Mitschnitt, sondern um eine Zusammenstellung der sechs Konzerte, die in sechs Städten in sechs Bundesstaaten stattgefunden haben. Das zweite Studioalbum seit der Wiedervereinigung der Band, Atom by Atom, wurde am 2. Oktober 2015 über Listenable Records veröffentlicht. Wie schon zuvor Life Sentence wurde das Album in den First Avenue Studios in Newcastle upon Tyne aufgenommen und von Dario Mollo gemischt. Das Cover-Artwork stammt wie bei den letzten beiden LPs von Eliran Kantor.

## Musikstil
Court in the Act „gehörte zu den schwersten jemals aufgenommenen Alben – sogar innerhalb der sich schnell entwickelnden New Wave of British Heavy Metal“. Es grenzt an den 1983 erst entstehenden Thrash Metal, entsprechend wurde die Geschwindigkeit von Break Free 1983 von Bernard Doe im Metal Forces mit der von Metallica verglichen und mit dem Kommentar “pure metal up your ass” auf den ursprünglichen Titel ihres Debütalbums Kill ’Em All angespielt; andere Stücke sind zugänglicher und in mittlerem Tempo gehalten. Aus anglophiler Perspektive wird die Band zusammen mit Raven, Jaguar und Blitzkrieg als Erfinder des Speed Metal angesehen. Außerdem gilt das Album als Einfluss auf den Power Metal. Wie Doe betonte, war die Band trotz ihres Namens nicht dem Black Metal zuzuordnen; sie behandelte keine satanischen Inhalte, sondern konzentrierte sich auf Rache, Terror und Gesetzesverstöße. Ramsey nimmt an, dass die Punk-Wurzeln der Band immer noch vorhanden sind.
Ralf von The Metal Observer verglich den Stil des unter dem Namen Blind Fury veröffentlichten Nachfolgers Out of Reach stilistisch mit Satan und Cloven Hoof und bezeichnete ihn als epischen, schnellen, NWoBHM-beeinflussten Power Metal mit rauem Gesang. Eduardo Rivadavia sieht auf dem Album das Ergebnis einer Ambivalenz zwischen der Fortsetzung der Metal-Tradition und kommerzieller Ausrichtung, wobei letztere sich in Stücken wie Do It Loud, Contact Rock and Roll und Dynamo mit „kompakter Länge, sicheren Arrangements und hymnischen, leicht zu merkenden Refrains“ manifestiere. Andererseits tendierten unter anderem das Titellied und das queensrÿche-artige Dance of the Crimson Lady, Pt. 1 mit dramatischen Einklängen, Synthesizern und bei letzterem Stück auch einem kaum top-40-kompatiblen Fantasy-Text zu epischem Metal.
Das erste unter dem Namen Pariah eingespielte Album The Kindred ist härter als der wieder als Satan eingespielte Vorgänger Suspended Sentence, aber gleichzeitig auch eingängiger; hier spielte die Band eine „Kombination aus dem unverkennbaren Satan-Sound und gewissen Elementen aus dem Bereich des Speed/Thrash Metal (Stakkatoriffs)“, und „[i]m Bezug auf die Texte packt das Quintett auch diesmal wieder einige heiße Themen an“. Laut Holger Andrae von Powermetal.de jedoch war die Band hier „nach meinem Befinden ein bisschen auf stilistischer Suche […]. Diese ist dann ein Jahr später abgeschlossen und so präsentiert sich anno 1989 das Quintett mit ‚Blaze Of Obscurity‘ in exzellenter Verfassung. Dieses Album bietet alles, was der Freund von melodisch treibendem Stromgitarrenrock hören möchte: Die unvergleichlich großartigen Gitarrenduelle der Herren Tippins und Ramsey, das permanent pumpende Bassspiel von Mister English, die knüppelharte Schlagwerktechnik von Onkel Taylor und den kraftvoll heiseren Gesang von Michael Jackson. Alles Zutaten, die auch bereits auf vorangegangenen Alben zu hören waren – den Gesang von Michael mal ausgenommen – allerdings nicht in dieser bestechenden Qualität.“ Der Stil auf Blaze of Obscurity bewegt sich zwischen „kauziger“ NWoBHM und komplexem Thrash Metal. Das letzte Pariah-Album Unity wurde von Fierce von Vampster als „ein wirklich gutes, wenn auch unauffälliges melodiöses Power-Metal-Album, das erst nach ein paar Hördurchläufen richtig zur Geltung kommt“ beschrieben; ihn erinnerte das Album „[v]on der Ausstrahlung her […] am ehesten an die letzten Riot-Alben, vor allem, was die Ehrlichkeit betrifft. Wie auch RIOT haben es PARIAH in keinster Weise nötig, sich an irgendwelche Trends anzubiedern, sondern legen in erster Linie Wert auf einfache Songstrukturen und feine Melodien, die einem spätestens nach dem 3. mal Hören einfach nicht mehr richtig aus dem Ohr gehen. […] Was die instrumentale Seite betrifft, so hören sich PARIAH sicher nicht mehr so vertrackt wie zu SATAN-Zeiten an, die Band läßt es aber durchaus auch mal Krachen, sprich harte Riffs und Doublebass kommen genauso zum Einsatz, wie auch Akustik-Gitarren, auf komplizierte Breaks läßt man sich jedoch gar nicht erst ein, so daß der Song eindeutig im Vordergrund vor den Musikern steht.“
Die Alben seit der 2011er-Reunion der Band werden sowohl von der Band selber als auch von der Presse oftmals als direkte musikalische Fortsetzungen von Court in the Act beschrieben. Dabei setzen Satan auf einen rauen, unverfälschten Sound. So schreibt Oliver Weinsheimer vom Magazin Deaf Forever über das 2015er Album Atom by Atom: „Die Scheibe klingt, als ob der Hörer mittendrin im Live-Erlebnis sitzen würde“.

## Diskografie
als Satan
- The First Demo (Demo, 1981, Eigenveröffentlichung)
- Into the Fire (Demo, 1982, Eigenveröffentlichung)
- Kiss of Death (Single, 1982, Guardian Records and Tapes)
- Court in the Act (Album, 1983, Roadrunner Records)
- Dirt Demo ’86 (Demo, 1986, Eigenveröffentlichung)
- Suspended Sentence (Album, 1987, Steamhammer Records)
- Into the Future (EP, 1987, Steamhammer Records)
- Blitzkrieg in Holland (Live-Album, 2000, Metal Nation Records)
- Live in the Act (Live-Album, 2004, Metal Nation Records)
- Into the Fire / Kiss of Death (Kompilation, 2011, Buried by Time and Dust Records)
- The Early Demos (Kompilation, 2011, Death Rider Records)
- Life Sentence (Album, 2013, Listenable Records)
- Trail of Fire – Live in North America (Live-Album, 2014, Listenable Records)
- Atom by Atom (Album, 2015, Listenable Records)
- Cruel Magic (Album, 2018, Metal Blade Records)
- Earth Infernal (Album, 2022, Metal Blade Records)
- Songs in Crimson (Album, 2024, Metal Blade Records)

als Blind Fury
- Demo ’84 (Demo, 1984, Eigenveröffentlichung)
- Out of Reach (Album, 1985, Roadrunner Records)

als Pariah
- The Kindred (Album, 1988, Steamhammer Records)
- Blaze of Obscurity (Album, 1989, Steamhammer Records)
- Unity (Album, 1998, Aartee Music)